# Bestellerprinzip (Immobilienwirtschaft)
Das Bestellerprinzip im Bereich der Immobilienwirtschaft ist eine Regelung der Provision für Immobilienmakler im Bereich der Vermittlung von Mietverträgen über Wohnraum. Hierbei werden Vermittler von demjenigen bezahlt, der die Leistung des Maklers bestellt. Das Bestellerprinzip wurde als Zielsetzung in den Koalitionsvertrag der großen Koalition im Jahr 2013 aufgenommen: „Vermieter und Mieter sollen weiter als Auftraggeber auftreten können. Dabei gilt das marktwirtschaftliche Prinzip: wer bestellt, der bezahlt“.
Das Bestellerprinzip wurde im Zuge des Mietrechtsnovellierungsgesetzes (MietNovG) umgesetzt, welches durch das Bundeskabinett am 1. Oktober 2014 beschlossen und vom Bundesrat am 27. März 2015 gebilligt wurde. Das Gesetz trat nach seinem Art. 4 überwiegend am 1. Juni 2015 in Kraft. Im Rahmen dieses Novellierungsgesetzes wurde daneben auch die sogenannte Mietpreisbremse umgesetzt, die die Mietpreissteigerung – gerade in Ballungsräumen – eindämmen soll.
Da Vermieter dadurch auf die Beauftragung von Maklern verzichten könnten, um die zusätzlichen Kosten zu vermeiden, geht die Bundesregierung davon aus, dass sich die gegenüber Vermietern durchzusetzende Courtage halbieren wird. Tatsächlich hatte sich die durchschnittliche Courtage nach einem Jahr bei etwa einer Monatsmiete eingependelt, der Umsatz der Immobilienmakler ging um 20 % zurück.
Das Bestellerprinzip wurde auf mehrere Verfassungsbeschwerden hin am 29. Juni 2016 vom Bundesverfassungsgericht für grundgesetzkonform erklärt. Die Regelung sei gerechtfertigt, um sozialen und wirtschaftlichen Ungleichgewichten entgegenzuwirken, die auf dem Mietwohnungsmarkt zu Lasten der Wohnungssuchenden bestünden.
Am 23. Juni 2020 wurde mit einer Übergangsfrist von 6 Monaten eine Ausweitung auf den Immobilienhandel durch den Bundestag und Bundesrat beschlossen.

## Vorherige Rechtslage und Änderungen
Die vorherige Regelung in § 3 Abs. 2 S. 2 Wohnungsvermittlungsgesetz (WoVermRG) erlaubte es Vermietern von Wohnraum, die Kosten der von ihnen beauftragten Makler auf die zukünftigen Mieter abzuwälzen. Dies geschah vor allem in Ballungsräumen und beliebten Wohngebieten in Städten, in denen die Nachfrage das Angebot übersteigt.
Mit der Einführung des Bestellerprinzips ist es dem Wohnungsvermittler untersagt, vom Wohnungssuchenden eine Provision zu verlangen, es sei denn, der Vermittler sucht ausschließlich im Auftrag des Suchenden, mit dem ein Mietvertrag dann auch zustande kommt (vgl. § 2 Abs. 1a WoVermRG). Damit soll derjenige die Kosten des Immobilienmaklers tragen, der ihn beauftragt hat. Kritiker sahen jedoch auch Schlupflöcher, wie Vermieter trotzdem die Provisionen auf die Mieter umwälzen können.

## Reaktionen von Immobilienmaklern

### Kritik
Seit Bekanntgabe der Neuregelung wurde diese von Immobilienmaklern und deren Berufsverbänden kritisiert.
So schrieb der Immobilienverband IVD, dass durch die Neuregelung der Wohnungssuchende entgegen der Vereinbarung im Koalitionsvertrag faktisch nicht mehr Besteller des Wohnungsvermittlers sein könne. Zudem äußerte der Staatsrechtler Friedhelm Hufen in einem Rechtsgutachten im Auftrag des Immobilienverband IVD, einer Interessenvertretung u. a. von Immobilienmaklern, gravierende verfassungsrechtliche Bedenken, woraufhin der Immobilienverband IVD eine Verfassungsbeschwerde ankündigte. Ein Antrag auf einstweiligen Rechtsschutz wies das Bundesverfassungsgericht zurück.
Der Bundesverband für die Immobilienwirtschaft forderte seine Mitglieder in einer Urabstimmung zu einem Streik auf. Die Abstimmung verlief erfolglos, und die Idee eines Maklerstreiks erntete Spott von unterschiedlichen Seiten. Der Berufsverband vertrat die Meinung, dass Immobilienmakler mit der Schaltung der Wohnungsinserate lediglich Werbung für das betreffende Objekt betrieben.
Immobilienmakler kritisierten die Regelung auch, weil sie negative Auswirkungen auf die Qualität ihrer Arbeit für Wohnungssuchende habe. Ein Wohnungssuchender, der einen Immobilienmakler von sich aus beauftragt, müsse die ihm vermittelte Wohnung nur dann bezahlen, wenn der Makler für die Vermittlung dieser Wohnung nicht bereits vom Eigentümer beauftragt war. Andernfalls müsse nur der Eigentümer zahlen, dessen Auftrag dem des Suchenden vorausging. Deshalb hätten Makler einen Anreiz, Suchenden nur solche Wohnungen zu zeigen, die noch nicht in ihrem Portfolio seien, statt den Fokus auf die Eignung der Wohnung zu legen.
Einige Immobilienmakler legten gegen die Gesetzesänderung Verfassungsbeschwerde ein. Dabei wurde vor allem die „existentielle Bedrohung tausender Immobilienmakler aus Deutschland“ als Grund angegeben, die „einen erheblichen Teil ihrer Umsätze einbüßen und oft sogar gezwungen sein werden, Stellen abzubauen“. Diese Verfassungsbeschwerde wurde vom Bundesverfassungsgericht verworfen. Dabei haben die Richter berücksichtigt, dass das Bestellerprinzip einen Eingriff in ihre Berufsfreiheit bedeutet, kommen letztlich aber zum Ergebnis, dass dieser Eingriff verfassungsrechtlich mit Blick auf die ebenfalls grundrechtlich geschützten Interessen der Wohnungssuchenden gerechtfertigt ist.

### Befürworter
Trotz aller Kritik am Bestellerprinzip aus der Immobilienbranche gibt es auch Makler, die ein positives Fazit nach Inkrafttreten der Mietrechtsänderung ziehen. So hat beispielsweise ein Immobilienmakler erklärt, dass der befürchtete Einbruch des Vermietungsgeschäftes ausgeblieben ist und sich langfristig sowohl für die Kunden als auch das Unternehmen weiterhin rechnet. Dies liege auch daran, dass viele Vermieter, die es erfolglos auf eigene Faust versuchten, bereits wieder zum Makler zurückkehren.
Obwohl davon auszugehen ist, dass die Dienste von Maklern durch die Einführung des Bestellerprinzips in Zukunft deutlich seltener in Anspruch genommen werden, begrüßt der Vorstandsvorsitzende des Immobilienverband Deutschland IVD Berlin-Brandenburg Dirk Wohltorf den Vorstoß der Politik: „Am Ende wird sich Qualität durchsetzen“ und „Der Maklerberuf wird sich massiv verändern.“

## Anwendung des Bestellerprinzips auf zum Kauf angebotene Immobilien

### Frühere Rechtslage
Nach früherer Rechtslage war beim Immobilienkauf eine Maklerprovision gemäß § 652 als „Käuferprovision“, „Verkäuferprovison“ oder „Doppelprovision“ möglich. Häufig wurden „ortsübliche“ Ausprägungen herangezogen, beispielsweise als reine Käuferprovision von 5,95 bis 7,14 % in Berlin, Brandenburg, Hamburg, Bremen und Hessen oder als Doppelprovision von jeweils 3,57 % für beide Parteien in vielen anderen Bundesländern. Eine Aufklärung beider Parteien über die Doppeltätigkeit wird als ausreichend zur Zulässigkeit der Doppelprovision trotz § 654 angesehen.

### Rechtslage ab 23. Dezember 2020
Für nicht gewerbliche Verträge gilt ab dem 23. Dezember 2020, dass derjenige Vertragspartner, der den Makler nicht beauftragt hat, als Verbraucher höchstens so viel zahlen muss wie derjenige Vertragspartner, der den Makler beauftragt hat (§ 656d BGB; BGBl. 2020 I S. 1245, 1246). Zu einer echten Anwendung des Bestellerprinzips auch in diesem Zusammenhang, so wie es bei der Vermietung gilt, kam es trotz entsprechenden Bestrebungen nicht.

## Umgehungsversuche
Seit Inkrafttreten des Bestellerprinzips versuchen Makler zunehmend, über sogenannte „Vertragsausfertigungsgebühren“ Zahlungen von Mietinteressenten zu erhalten. Diese Praxis ist nach einem Urteil des Landgerichts Hamburg zumindest dann rechtswidrig, wenn dem Mieter die Pflicht zur Zahlung der Gebühr in AGB auferlegt wird. Unzulässig sind nach einem Urteil des LG Stuttgart auch „Besichtigungsgebühren“. Entgegen dem Bestellerprinzip verlangte und bezahlte Maklerprovisionen (von denen oft als „Gebühr“ bezeichnet) können bis zu drei Jahre lang zurückgefordert werden.